# キーロン・アシラッティ
キーロン・アシラッティ（Keiron Assiratti、1997年6月30日 - ）は、ウェールズ出身のプロラグビー選手。ユナイテッド・ラグビー・チャンピオンシップのカーディフに所属している。

## 経歴
カーディフ（ウェールズ）のアカデミーに入団。
2016年、U20ウェールズ代表に選ばれた。
2017年、プロ14（後のユナイテッド・ラグビー・チャンピオンシップ）のカーディフでプロクラブデビューを果たした。
2020年8月、プレミアシップ・ラグビーのブリストル・ベアーズ（イングランド）に短期ローン移籍し、2試合出場した。
2023年8月5日、ウェールズ代表としてイングランド戦で代表初キャップを獲得。